# Etrumeus
Etrumeus ist eine Fischgattung aus der Ordnung der Heringsartigen (Clupeiformes) die im Pazifik, im Indischen Ozean und im nordwestlichen und südöstlichen Atlantik vorkommt. Im größten Teil des Atlantiks fehlt die Gattung.

## Merkmale
Etrumeus-Arten haben eine typische schlanke und langgestreckte Heringsgestalt, haben 48 bis 56 Wirbel, werden 14 bis 30 cm lang und sind seitlich nur wenig abgeflacht. Die Schnauze ist spitz, das Maul ist endständig, manchmal steht der Unterkiefer leicht vor. Die Kiefer, die Zunge und der Gaumen (Vomer, Palatinum und Pterygoid) sind mit kleinen Zähnen besetzt. Im Oberkiefer findet sich ein Supramaxillarknochen, der etwa die Hälfte der Länge der Maxillare hat und sich nach vorne verjüngt. Die Kiemenrechen sind lang und zahlreich. 41 bis 56 befinden sich auf dem ersten Kiemenbogen. Die Anzahl der Branchiostegalstrahlen liegt bei 14 bis 16. Die Augen sind groß. Die Schuppen sind dünn und fallen leicht ab. In einer mittleren Längsreihe auf den Körperseiten zählt man 48 bis 56 Schuppen. Der Beginn der Rückenflosse liegt näher zur Schnauzenspitze als zur Basis der gegabelten Schwanzflosse. Der Bauchflossenansatz liegt unterhalb oder hinter dem hinteren Rand der Rückenflosse. Die Afterflosse ist klein, der Afterflossenansatz liegt näher zur Schwanzflossenbasis als zur Basis der Bauchflossen. Brust- und Bauchflossen liegen ventral. Ihre Basen werden jeweils durch große Schuppen geschützt. Ansonsten ist der Bauch schuppenlos.
Etrumeus-Arten sind im Allgemeinen silbrig gefärbt.
- Flossenformel: Dorsale 17–22, Anale 9–13, Pectorale 14–17, Ventrale 8–9.[1]

## Arten
Zur Gattung Etrumeus zählen sieben Arten:
- Etrumeus golanii DiBattista, Randall & Bowen, 2012
- Etrumeus makiawa Randall & DiBattista, 2012
- Etrumeus micropus (Temminck & Schlegel, 1846), Typusart
- Etrumeus sadina (Mitchill, 1814)
- Etrumeus teres (DeKay, 1842)
- Etrumeus whiteheadi Wongratana, 1983
- Etrumeus wongratanai DiBattista, Randall & Bowen, 2012

## Systematik
Die Gattung Etrumeus wurde 1853 durch den niederländischen Naturforscher Pieter Bleeker eingeführt. Ihre systematische Stellung innerhalb der Heringsartigen (Clupeiformes) ist nicht gesichert. Nach Ansicht einiger Wissenschaftler ist Etrumeus wahrscheinlich nahe mit den Wolfsheringen (Chirocentridae), den Spratelloididae und einem bisher unbeschriebenen pädomorphen Heringstaxon von den Philippinen verwandt. Andere kamen zu dem Ergebnis das Etrumeus nah mit der Familie der Heringe (Clupeidae) verwandt ist.